# Archibald Campbell (oficial de l'Exèrcit britànic nascut el 1739)
Major-General Archibald Campbell KB (21 d'agost de 1739 – 31 de març de 1791) governador de Jamaica i com a governador de Madras, fou un important terratinent escocès, hereu de la Vareta Blanca d'Escòcia i Parlamentari per Stirling Burghs.

## Naixement
Archibald va ser batejat el 24 d'agost de 1739 a Inveraray, Escòcia. Era el segon fill de James Campbell (1706–1760) 3r de Tuerechan (8è Cap de Tearlach, descendent del Clan Campbell de Craignish), Commissari de les illes Occidentals d'Escòcia, i Elizabeth (d.1790), filla de James Fisher, Provost de Inveraray. Va créixer amb la seva família al castell de Dunderave i va gaudir del patronatge d'ambdós Archibald Campbell, 3r Duc de Argyll i Henry Dundas, 1er Vescomte Melville.

## Carrera inicial
Educat a la Universitat de Glasgow, i després a l'Acadèmia Militar Reial de Woolwich. El 1758 va ser destinat als Enginyers Reials. Va servir amb ells a la guerra dels Set Anys i fou ferit al Setge de Quebec. Va participar en un nombre d'atacs al llarg de la costa de França, així com en expedicions en les Índies Occidentals. Una dècada més tard, el 1768, el Coronel Campbell, va ser fet Enginyer Cap de la Companyia Britànica de les Índies Orientals a Bengal, i fou amb èxit emprat per l'empresa per encapçalar les tasques de Fort William a Calcuta.
A Calcutta, Campbell va posar els fonaments de la seva riquesa. Amb el capità Henry Watson, 	en privat va invertir en una drassana a Kidderpore, i els dos homes van actuar com contractistes per 	construir i reparar els vaixells fins que el govern van respondre a la seva preocupació. També va fer una fortuna en el comerç de seda. Campbell va utilitzar la seva riquesa per esdevenir un important terratinent en el seu natiu Argyll. Va gastar per damunt 30,000£ adquirint les propietats de Danna, Inverneill, Knap, Taynish, i Ulva. També va adquirir les cases de Inverkeithing i Queensferry.
El 1774, després d'una batalla electoral poc usualment amarga amb el Coronel James Masterton (1715–1777), de Newton, el Coronel Archibald Campbell (ara titulat d'Inverneill') esdevenia el Parlamentari per Stirling Burghs, ajudat pel seu guardià, Vescomte Melville. James Boswell va actuar com a conseller legal de Campbell.

## Captura dins Amèrica
Després de la seva victòria electoral el Coronel Campbell va deixar al seu germà gran, Sir James Campbell (1737–1805) de Killean el seu seient parlamentari i va navegar cap a Amèrica al capdavant del 71è Regiment a Peu, Fraser Highlanders; allí la Guerra Revolucionària americana que estava en marxa. El 1776, després d'una batalla a bord d'un vaixell dins del port de Boston, Campbell va ser capturat pels americans i fou presoner fins 1778.
La captura de Campbell coincidí amb la captura britànica de l'heroi i patriota americà Ethan Allen i el general americà Charles Lee. Els rumors deia que havien estat enganyats pels britànics, cosa que va tenir un efecte directe en Campbell. El febrer de 1777, des de la presó de Concord es va queixar al vescomte Howe de la seva situació. Van seguir queixes i correspondència entre Howe i Washington sobre la sort de Campbell.
Pel mes següent Washington va intervenir i el congrés va protestar al·legant que no havia pretès causar sofriment indegut a Campbell. Pel maig, Campbell vivia a la taverna de la presó, una millora marcada al seu confinament solitari anterior. Aviat després li va ser concedit llibertat total dins del limit de la ciutat de Concord, i durant aquests anys com a 	presoner de guerra fou capaç d'adquirir la finca Knap a Argyll. El 6 de maig, 	1778 fou finalment alliberat a canvi de l'heroi patriota, Ethan Allen.

## Batalla de Savannah
Sis mesos després del seu alliberament, Campbell va rebre ordres de dirigir 3,000 homes de Nova York a Geòrgia, i el desembre següent el seu exèrcit va guanyar la batalla de Savannah, seguida per una altra victòria a Augusta, Georgia. Contemporanis dels dos costats reten tribut a la humanitat i la restricció mostrada per Campbell.
Esdevingué llavors governador provisional de Georgia i va anomenar Jacques Marcus Prevost com el seu lloctinent i successor abans de retornar a Anglaterra.

## Matrimoni
Retornat a Anglaterra el juliol de 1779, es va casar amb Amelia (1755–1813), filla d'Allan Ramsay de Kinkell, pintor civil de Jordi III. La mare d'Amelia Campbell, Margaret (1726–1782), era la filla gran de Sir Alexander Lindsay de Evelick i la Hon. Amelia Murray, la germana de l'influent oncle d'Amelia Campbell i guardià, William Murray, 1er Earl de Mansfield. Campbell era la neboda de l'Almirall Sir John Lindsay, i per ell era cosí germà de Dido Elizabeth Belle.

## Governador de Jamaica
Campbell (ara un major-general de l'exèrcit) va ser nomenat governador de Jamaica el 1782. Les forces britàniques a Amèrica estaven dèbils: els francesos s'havien unit als insurgents i atacaven les illes de les Índies Occidentals britàniques i van capturar Tobago, Sant Eustaqui, Saint Kitts, Nevis i Montserrat. Però Campbell va executar el seu pla perfectament. Fou exitós aixecant tropes natives i era tan acurat en la seva vigilància que els francesos no van gosar atacar Jamaica sense rebre reforços.
Alhora, 	Campbell va ajudar les tropes britàniques a Amèrica del Nord, enviant-los informació, reforços i subministraments. Al deixar algunes de les seves tropes servir com marines, materialment va ajudar l'Almirall Rodney en la seva victòria sobre François Joseph Paul de Grasse a la batalla de les Saintes, salvant Jamaica d'una invasió francesa.
La muller de Campbell, Amelia, i la seva germana, van aconseguir reunir-se amb ell a Jamaica. La travessia era perillosa i el seu comboi va estar sota el foc d'una flota conjunta francesa i espanyola, i el seu vaixell fou l'únic que va aconseguir passar. Al seu retorn de Jamaica, Campbell va ser honorat com a Cavaller de l'Ordre del Bany.

## Governador de Madras
A l'Índia, Madras estava esgotada després de la guerra contra Mysore, i cap operació militar seriosa va pder ser empresa fins que fou inevitable renovar les hostilitats contra aquell estat al final de 1789. El 1786, Campbell, que era ara un figura ben coneguda i altament respectada, va ser nomenat Comandant-en-Cap i Governador de Madras. Per tot el seu període, el país s'havia de refer d'una serie de guerres devastadores, i així que es va dedicar al desenvolupament d'institucions pacífiques. Va fundar una Junta Militar que va absorbir els deures del Comitè d'Obres; una Junta d'Hospital, un Junta d'Ingressos i una Junta de Comerç. Va reorganitzar la Policia, va establir una Borsa de valors i un Banc. Va construir un observatori Astronòmic i va constituir un Asil d'orfes. De fet, difícilment cap departament de l'administració civil va quedar fora de les seves millores. Madras el va perdre quan, vençut per malaltia, va ser forçat a deixar Índia el febrer de 1789, retirant-se del càrrec de governador des de Anglaterra el 1790.

## Anys finals
Al retornar a casa, va adquirir la Vareta Blanca, símbol del poder a Escòcia. La Institució d'Enginyeres Reials va descriure Campbell com "el més brillant dels enginyers que van servir a l'Índia durant el divuitè segle". Va morir amb cinquanta dos anys. La seva fortuna, la terra i els títols polítics van passar als seus dos germans, i la seva muller va rebre 25,000£.
Campbell i la seva muller van morir sense fills i foren ambdós enterrats a Westminster Abbey prop del monument de Handel en la cantonada dels poetes (Poet's Corner). També fou enterrat allí el seu nebot, tinent-general Sir James Campbell de Inverneill, i el parent de la seva muller, el comte de Mansfield i Almirall Lindsay .